# Trioza stylata
Trioza stylata är en insektsart som först beskrevs av Crawford 1912.  Trioza stylata ingår i släktet Trioza och familjen spetsbladloppor. Inga underarter finns listade i Catalogue of Life.